# Церковь Сретения Господня (Ирбит)
Церковь Сретения Господня — православный храм в городе Ирбит, Свердловской области.
Постановлением Правительства Свердловской области № 207-ПП от 10 марта 2011 года присвоен статус памятника архитектуры регионального значения.

## История
Первое здание церкви было деревянным, находилось на месте тюремного замка, сгорело 26 января 1781 года.
Строительство капитального здания было начато в 1786 году, в процессе работ были обнаружены ошибки в закладке фундамента, здание было разобрано, фундамент укреплён и строительные работы начались вновь. В 1832 году началось строительство колокольни, в 1846 году основная часть храма. Здание церкви каменное, одноэтажное, пятипрестольное. Престол размещённые на втором ярусе церкви был освящён 24 апреля 1846 года во имя мучеников Флора и Лавра. В 1848 году освящен главный престол во имя Сретения Господня и ещё один из престолов во имя Николая чудотворца. В 1850 году освящён престол во имя великомученицы Екатерины. Последним был освящён престол в холодной пристройке храма, в 1871 году во имя Рождества Богородицы.
К Сретенской церкви была приписана церковь во имя святого Пантелеимона. В приход входили часовни в деревнях Кирилловой и Бердюгиной, а также церковно-приходская школа. В распоряжении причта имелся двухэтажный дом.
В 1930 году храм получил статус кафедрального собора ирбитских обновленческих архиереев. В 1932 году храм закрыт, богослужения прекращены. Здание использовалось как заводская котельная при автоприцепном заводе.
19 декабря 2008 года состоялось первое после 76-летнего перерыва богослужение. Совершал службу архиепископ Екатеринбургский и Верхотурский Викентий (Морарь).

## Архитектура
Храм пятиглавый с шатровой колокольней входил в ансамбль ярмарочной площади и был одной из главных градостроительных доминант. Архитектура относится к русскому стилю, но в характере объемно-пространственной композиции, частично фасадных схемах, прослеживаются приёмы классицизма. Автор проекта не известен. Продолжительность строительства церкви, а также характер её архитектуры, позволяют предположить участие разных архитекторов на каждом строительном этапе.
Трёхчастная объёмно-пространственная композиция здания, состоящего из колокольни, трапезной и самого храма, подчинена традиционной для церквей XIX века продольно-осевой схеме. Двухсветный храмовый объём был покрыт шатровой кровлей, украшенной пятью луковичными главками и кокошниками.
Из сохранившихся исторических документов известно, что строительство храма завершилось в 1871 году, но оформление в русском стиле храм мог получить только после 1870 года, когда в противовес стилизатору в европейских архитектурных стилях возникли предпосылки обращения к национальному наследию. На здании появились фасадные украшения, сочетающие в себе классические ордерные формы с деталями, заимствованными из убранства церквей XVII века.